# Sint-Petruskerk (Gulpen)
De Sint-Petruskerk is een kerkgebouw in Gulpen in de Nederlands Zuid-Limburgse gemeente Gulpen-Wittem. Ze is de opvolger van de ongeveer 200 meter noordoostelijker op een heuvel gesitueerde oude Petruskerk met kerkhof waarvan thans alleen nog de toren omringd door het kerkhof rest. Op ongeveer 50 meter ten noordoosten van de kerk staat de protestantse Toeristenkerk en op ongeveer 70 meter ten noorden van de kerk heeft vroeger het Leopoldskerkje gestaan waarvan alleen nog een kerkhof rest. Aan de overzijde van het Kapelaan Pendersplein staat het gemeentehuis van Gulpen-Wittem.
De kerk is een rijksmonument en is gewijd aan Sint Petrus.

## Geschiedenis
De Sint-Petruskerk dateert uit 1924 en is in neoromaanse stijl opgetrokken in Nivelsteiner zandsteen naar het ontwerp van Caspar Franssen uit Roermond.

## Opbouw
Het is een driebeukige kruiskerk met een hoofdbeuk en twee zijbeuken. De zadeldaken zijn met leien gedekt en de vierkante toren heeft een rombisch dak. Bij de dakrand en tussen vier bouwlagen heeft de toren siermetselwerk.

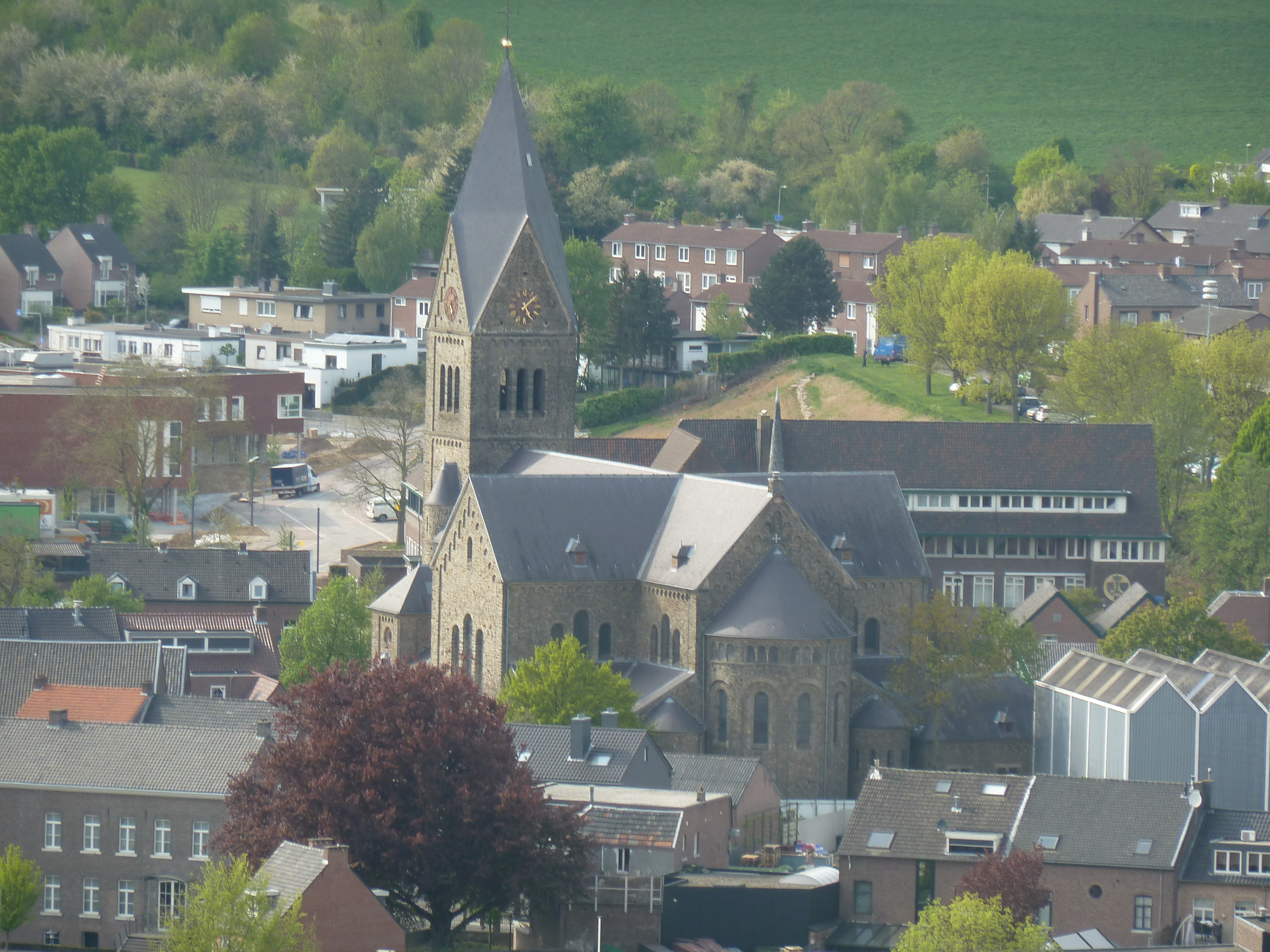
Zicht op de kerk vanaf de Gulperberg
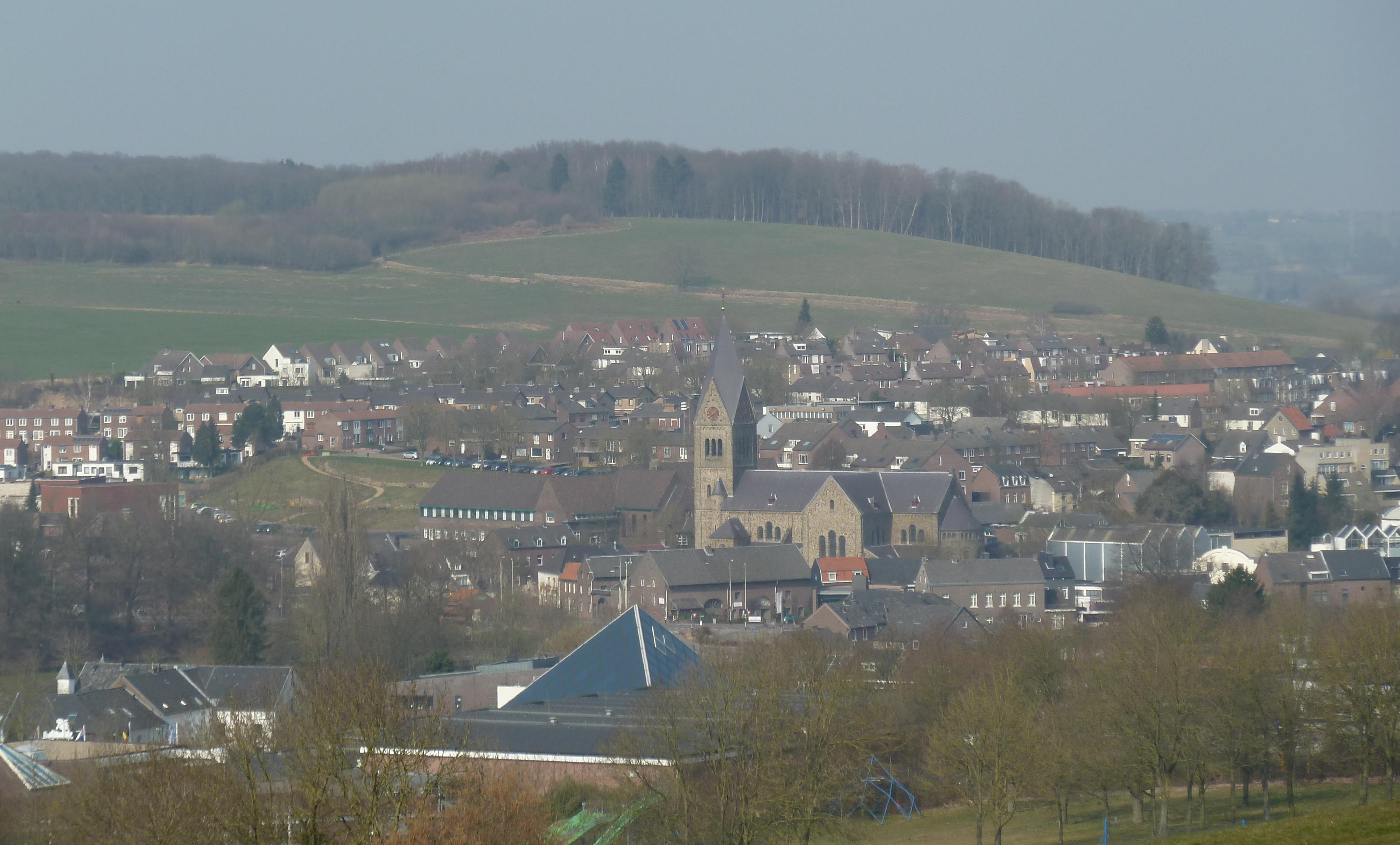
Zicht op de kerk met op de voorgrond de Piramide van Gulpen en op de achtergrond de Dolsberg